# Prison of Desire
Albums de After Forever
Decipher
(2001)
Prison of Desire est le premier album du groupe de Metal symphonique néerlandais After Forever, sorti en 2000.
Sharon den Adel, chanteuse de Within Temptation, apparaît en invitée sur le morceau Beyond Me.

## Liste des titres
1. Mea Culpa (The Embrace That Smothers, Prologue) (2:00)
2. Leaden Legacy (The Embrace That Smothers, Part I) (5:07)
3. Semblance of Confusion (4:09)
4. Black Tomb (6:29)
5. Follow in the Cry (The Embrace That Smothers, Part II) (4:06)
6. Silence From Afar (5:53)
7. Inimical Chimera (5:00)
8. Tortuous Threnody (6:13)
9. Yield to Temptation (The Embrace That Smothers, Part III) (5:53)
10. Ephemeral (3:05)
11. Beyond Me (6:11)
12. Wings of Illusion (7:27) [Bonus Track]